# Jerachmi’el Asa
Jerachmi’el Asa (hebr.: ירחמיאל אסא, ang.: Yerahmiel Assa, ur. 7 marca 1919 na Kaukazie, zm. 11 października 2011) – izraelski polityk, w latach 1958–1959 poseł do Knesetu z listy Achdut ha-Awoda.
W wyborach parlamentarnych w 1955 nie dostał się do izraelskiego parlamentu, jednak w skład trzeciego Knesetu wszedł 17 września 1958, po śmierci Awrahama Abbasa.